# Budapests 20:e distrikt
Budapests 20:e distrikt är en del av huvudstaden Budapest i Ungern. Antalet invånare är 63 371.